# Porzeczany (przystanek kolejowy)
Porzeczany (biał. Парачаны, ros. Поречаны) – przystanek kolejowy w pobliżu miejscowości Chodziuki, w rejonie lidzkim, w obwodzie grodzieńskim, na Białorusi. Nazwa pochodzi od pobliskiej wsi Porzeczany.